# Kleiner Priel
Der Kleine Priel ist ein 2136 m ü. A. hoher Berg im Toten Gebirge im oberösterreichischen Traunviertel.

## Lage und Aufbau
Der aus Dachsteinkalk aufgebaute Berg ist der östlichste Berg der Prielgruppe mit einer Höhe über 2000 m und liegt auf der Grenze der Gemeinden Hinterstoder und Klaus an der Pyhrnbahn. Er ist Teil eines Gebirgskammes, der sich vom Großen Priel ausgehend Richtung Osten erstreckt und im Süden vom Stodertal und im Norden vom Steyrlingtal bzw. Weißenbachtal begrenzt wird.

## Anstieg
Der Aufstieg erfolgt über den markierten Weg Nr. 269 vom Ortszentrum von Hinterstoder ausgehend über den Prielergraben in viereinhalb Stunden.
Ein selten begangener und langwieriger Übergang, die sogenannte Prielüberschreitung, führt vom Kleinen Priel über den Schwarzkogel (2091 m), die Gruberwand (2049 m), die Angelmauer (2102 m), die Teufelsmauer (2185 m) und die Kirtagmauer (2144 m) zur Arzlochscharte und von dort über den Priel-Nordgrat zum Gipfel des Großen Priel. Diese Überschreitung, eine Kammwanderung mit vielen, aber kurzen Kletterstellen bis zum Schwierigkeitsgrad II (UIAA) wurde das erste Mal 1904 durch O. Gruber und H. Schmid ausgeführt. Auf Grund der Länge der Tour und des nicht zu unterschätzenden Auf- und Abstiegs ist mit einem Biwak zu rechnen.

## Karten
- Alpenvereinskarte Bl. 15/2 (Totes Gebirge – Mitte), 1:25.000; Österreichischer Alpenverein 2008; ISBN 978-3-928777-31-5.
- ÖK 50, Blatt 98 (Liezen), 1:50.000.